# Carry-le-Rouet
 Carry-le-Rouet  é uma comuna francesa na região administrativa da Provença-Alpes-Costa Azul, no departamento de Bouches-du-Rhône. Estende-se por uma área de 10 km². Em 2010 a comuna tinha 5 884 habitantes (densidade: 588,4 hab./km²).